# Гетто в Клецке
Гетто в Кле́цке (сентябрь 1941 — 22 июля 1942) — еврейское гетто, место принудительного переселения евреев города Клецк, районного центра Минской области в процессе преследования и уничтожения евреев во время оккупации территории Белоруссии войсками нацистской Германии в период Второй мировой войны.

## Оккупация Клецка
В предвоенные годы из 9000 жителей Клецка 6000 (4190) составляли евреи. С началом Второй мировой войны в Клецке оказались также и сотни евреев — беженцев из Польши, захваченной немцами.
Клецк находился под немецкой оккупацией 3 года — с 26 (25) июня 1941 года до 4 июля 1944 года.
Жители города пытались эвакуироваться, но лишь немногим евреям удалось уйти — немецкие самолёты беспрерывно расстреливали беженцев на дорогах, а многих из тех, кто сумел добраться до старой границы, советские пограничники останавливали и возвращали обратно.
С первых дней оккупации немцы в рамках осуществления гитлеровской программы уничтожения начали террор против евреев и сформировали местную полицию из белорусов и поляков, дав им против евреев полную свободу действий. Комендантом города был назначен офицер СС Кох, его заместителем — Нойман, которые не скрывали свои садистские наклонности и часто забивали работавших на принудительных работах евреев до смерти резиновыми дубинками.
Сразу после начала оккупации евреи организовали «Еврейский комитет взаимопомощи», который вскоре по распоряжению немцев для контроля за исполнением своих приказов был превращён в еврейский совет (юденрат). Все евреи попали под действие многочисленных ограничений и дискриминационных приказов — в первую очередь их под страхом смерти обязали носить белые повязки с жёлтой шестиконечной звездой, а вскоре вместо повязки было приказано носить жёлтую звезду на груди и на спине. Евреям под угрозой расстрела запретили ходить по тротуарам, и они обязаны были снимать шапку перед каждым немцем. Каждый день происходили аресты и убийства евреев. Кроме этого, у евреев беспрерывно требовали выплаты «контрибуций» — ювелирными изделиями, деньгами, одеждой, даже мылом.
28 июня 1941 года немцы расстреляли Софью Тайц и Хану Геллер. 20 августа 1941 года были убиты 35 евреев, среди которых были Иосиф Жуховицкий, Григорий Коваль, Г. А. Тарабура, М. Розенфельд. Многих евреев, работающих на чистке конюшен в военных казармах, расстреляли за то, что они не справлялись с тяжёлой работой или пытались бежать. Накануне еврейского нового года Рош а-Шана евреям приказали снести с центра рынка все складские помещения, послав на эту работу 75 человек. Кох и Нойман настолько безжалостно избивали работавших, что юденрат собирал ювелирные изделия, чтобы хоть как-то задобрить этих извергов. Известен случай, подтверждённый очевидцами, когда Нойман схватил еврейку, которая забыла нацепить жёлтую звезду, увёл её в песчаный карьер за городом (где позднее было убито большинство евреев города), изнасиловал и застрелил.
Первые три месяца оккупационные власти никаких продуктов не выдавали, и каждый должен был добывать еду сам. С каждым днём положение евреев ухудшалось, запасы продовольствия подошли к концу, доставать еду становилось всё сложнее.

## Создание первого гетто
С сентября 1941 года еврейский район Клецка был превращён нацистами в гетто.
Утром 24 октября 1941 года по приказу немецкого коменданта юденрат направил в полицию 34 еврея якобы для сбора картофеля. Этих людей вечером отвезли на грузовике на окраину города к католическому кладбищу на Несвижской улице и убили. По свидетельству очевидца: 

«Немецкие садисты схватили меня в 2 часа. Забрали в комендатуру, где уже находилась группа из 36 евреев, которых беспощадно били. Нас отвезли в направлении католического кладбища. Там есть большой овраг. Дали нам лопаты и приказали: „В течение часа выкопать яму для вас, евреи!“ Когда мы закончили, они приказали 36 евреям: каждым пяти человекам выйти вперёд, раздеться и сложить одежду по кучкам: ботинки, брюки и рубашки. Кто не выполнял всего этого в точности, того били. После того, как они разделись, им приказали ложиться лицом к земле. Один из убийц подошёл с пистолетом, встал на тело первого и выстрелил ему в голову. И так он расстрелял всю группу. Мы шестеро должны были опустить тела в яму и уложить их одно возле другого. Затем мы засыпали яму с расстрелянными, часть которых была убита, а часть только ранена».

## Создание второго гетто
26 октября 1941 года всех евреев Клецка обязали зарегистрироваться на бирже труда. Распространились слухи, что в районе казарм, недалеко от песчаного карьера, будет организовано гетто. В это время немцы уже готовили расстрельные ямы для следующей «акции» (таким эвфемизмом гитлеровцы называли организованные ими массовые убийства). К вечеру 29 октября был отдан приказ всем евреям прибыть завтра к шести часам утра на базарную площадь без вещей. Утром 30 октября 1941 года прибывшую толпу евреев расставили шеренгами. Неожиданно прибыли грузовики с литовскими солдатами, окружившими площадь и начавшими делить людей на группы. Одну группу (около 4000 человек) оставили на рынке, вторую (около 2000 человек) отвели в здание Большой («Холодной») синагоги. В эту группу отобрали ремесленников, специалистов и рабочих. У входа в синагогу комендант Кох лично перепроверил отобранных, отделил около 500 человек, в основном стариков, и вернул их на рынок. Оставшихся 1500 евреев заперли в синагоге под охраной белорусских и литовских полицаев.

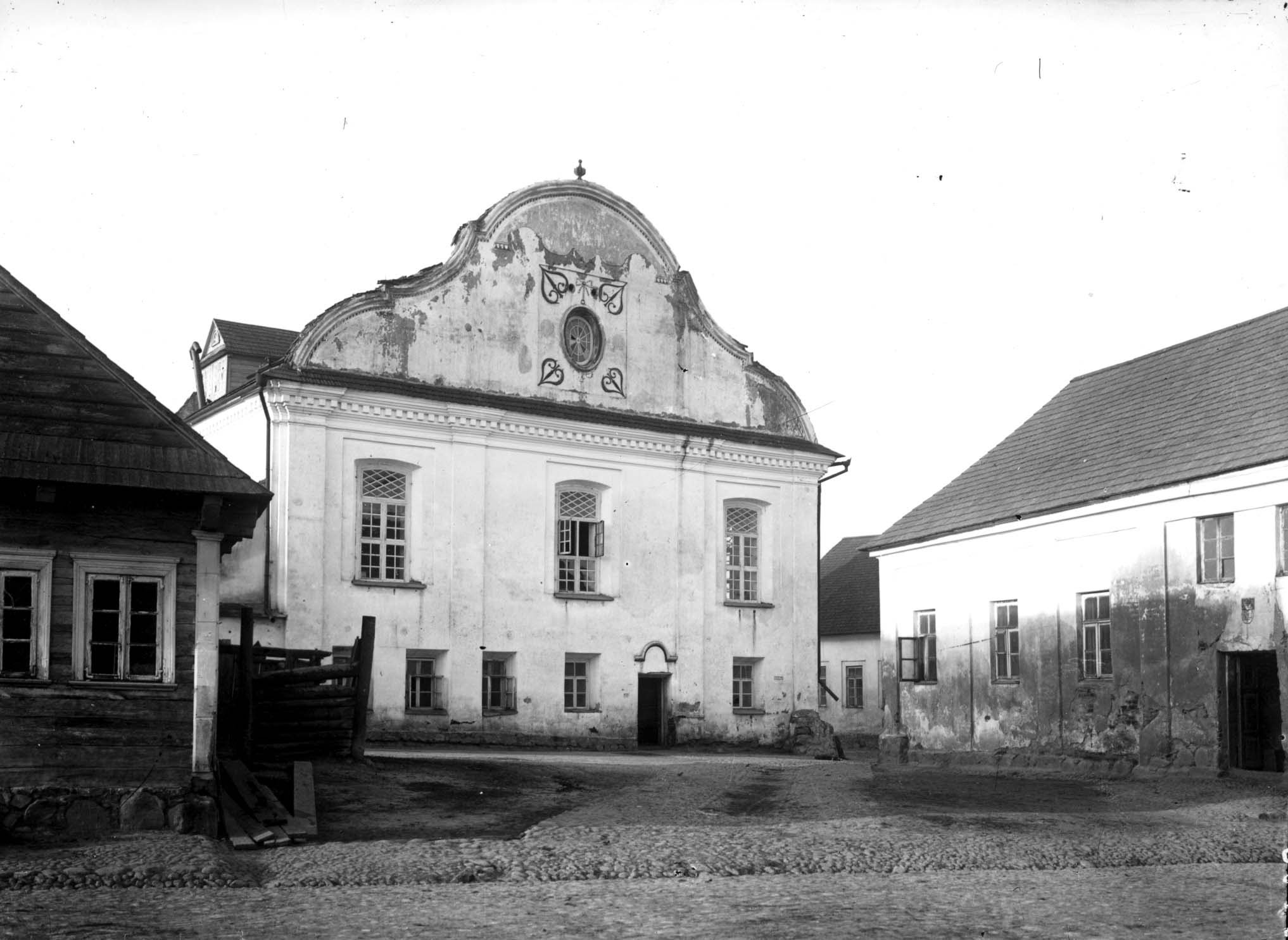
Клецк. Большая синагога. 1930 год.

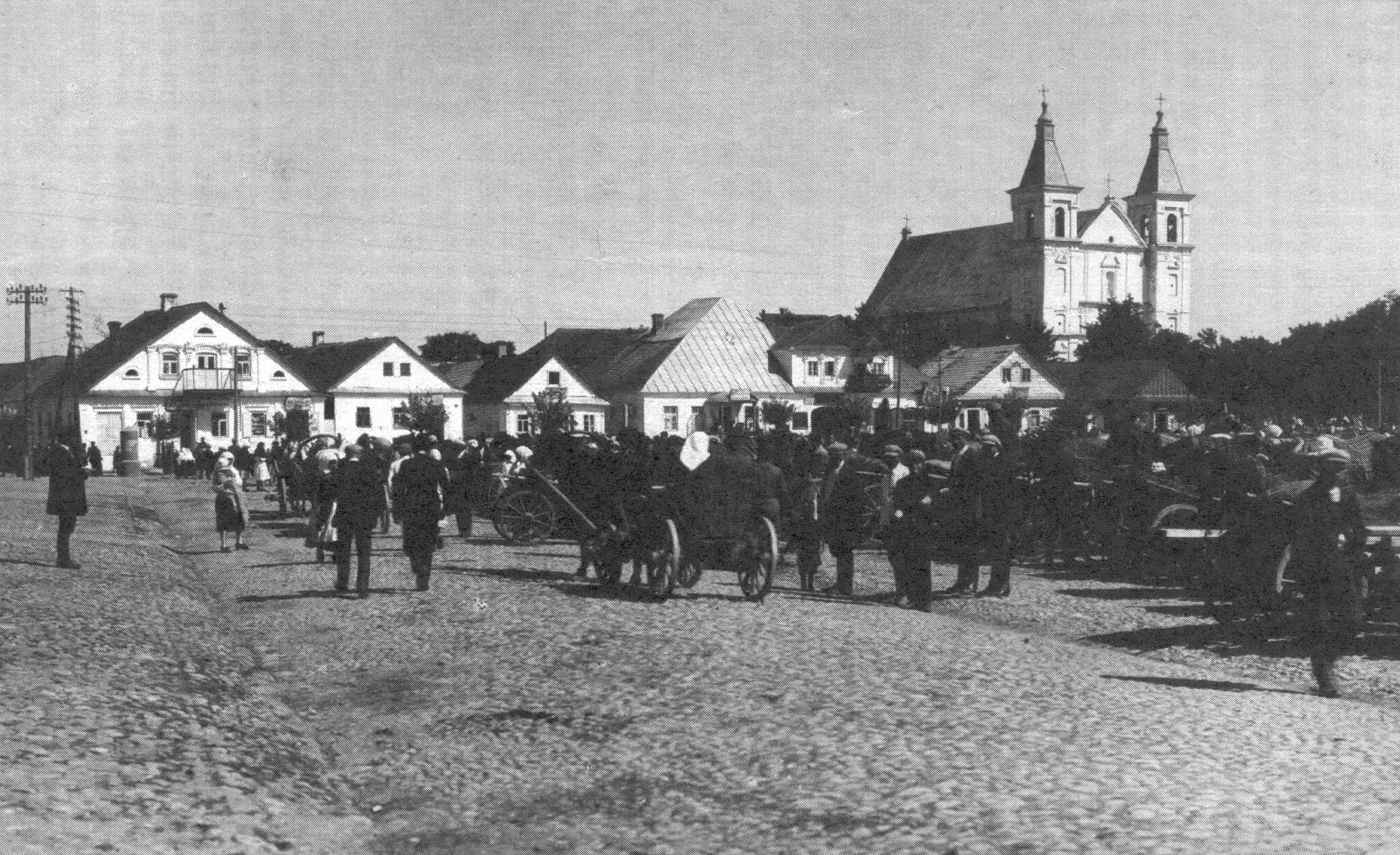
Клецк. Рыночная площадь. 1939 год.

Оставшихся на рыночной площади евреев — около 3500 человек — начали уводить группами по 100 и более человек в сторону католического кладбища, где были заранее выкопаны три рва по 20 м длиной и 2 м шириной каждый. Очевидец вспоминал: «Людям приказали раздеться. Их обыскали в поисках денег, золота и ювелирных изделий. Потом загнали в ямы и приказали лечь лицом вниз. После этого их расстреливали». Тех, у кого не было сил передвигаться — старых и больных — убили ещё по дороге к месту расстрела, а их тела затем на телегах свезли к ямам. В конце землёй засыпали и мёртвых и только раненых. Некоторые евреи пытались бежать, некоторые оказывали сопротивление. Айзик Кацев покончил с собой возле ямы. Немцы даже у края ямы обещали жизнь каждому, кто принесёт деньги и золото. Несколько евреев так и поступили, но после возвращения их тоже убили — вместе с остальными 3500 (4000) человек.
После войны были захвачены немецкие документы, где в отчёте командующего в Белоруссии рейхскомиссару «Остланд» в Риге зафиксировано: «В очистительной акции (Sauberungsaktion) на территории Слуцк-Клецк расстреляны батальоном полиции 5900 евреев».
Вечером этого же дня, 30 октября 1941 года, в синагогу пришёл комендант Кох, показал оставшимся в живых евреям-специалистам (1396 человек) план нового гетто (улицы Слободская, Синявская, Зарановская, Несвижская, Завальная, Слонимская) и приказал занять квартиры по 34 человека в каждом доме. Некоторые попытались тайком сходить в свои прежние квартиры, чтобы взять с собой хоть какую-то одежду и еду, но часть из них была убита у своих домов белорусскими полицаями. Гетто огородили колючей проволокой и строго охраняли. Вещи, оставшиеся в домах расстрелянных евреев, немцы частью забрали себе, часть отправили в Германию, а мебель по бросовым ценам продали местным жителям.
Сразу был заново организован юденрат. Узников гетто ежедневно использовали на принудительных работах, при этом их постоянно избивали. При возвращении на входе в гетто всех обыскивали и отбирали всё, что измождённые люди пытались пронести с собой.
В декабре 1941 года немцы расстреляли председателя и членов юденрата, обвинив их в попытке накормить жителей гетто сверх установленной нормы.

## Сопротивление в гетто

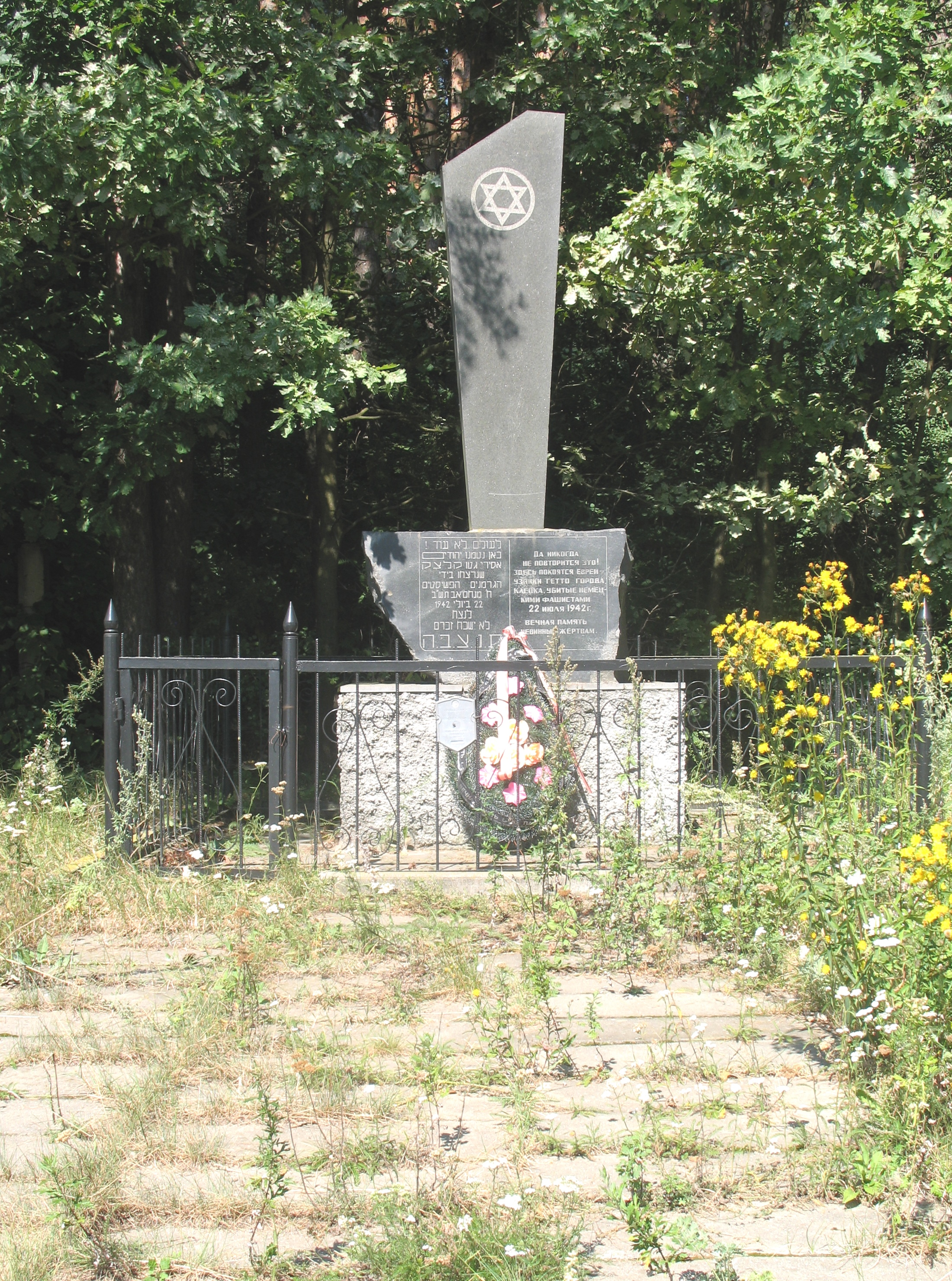
Памятник евреям, убитым 22 июля 1942 года

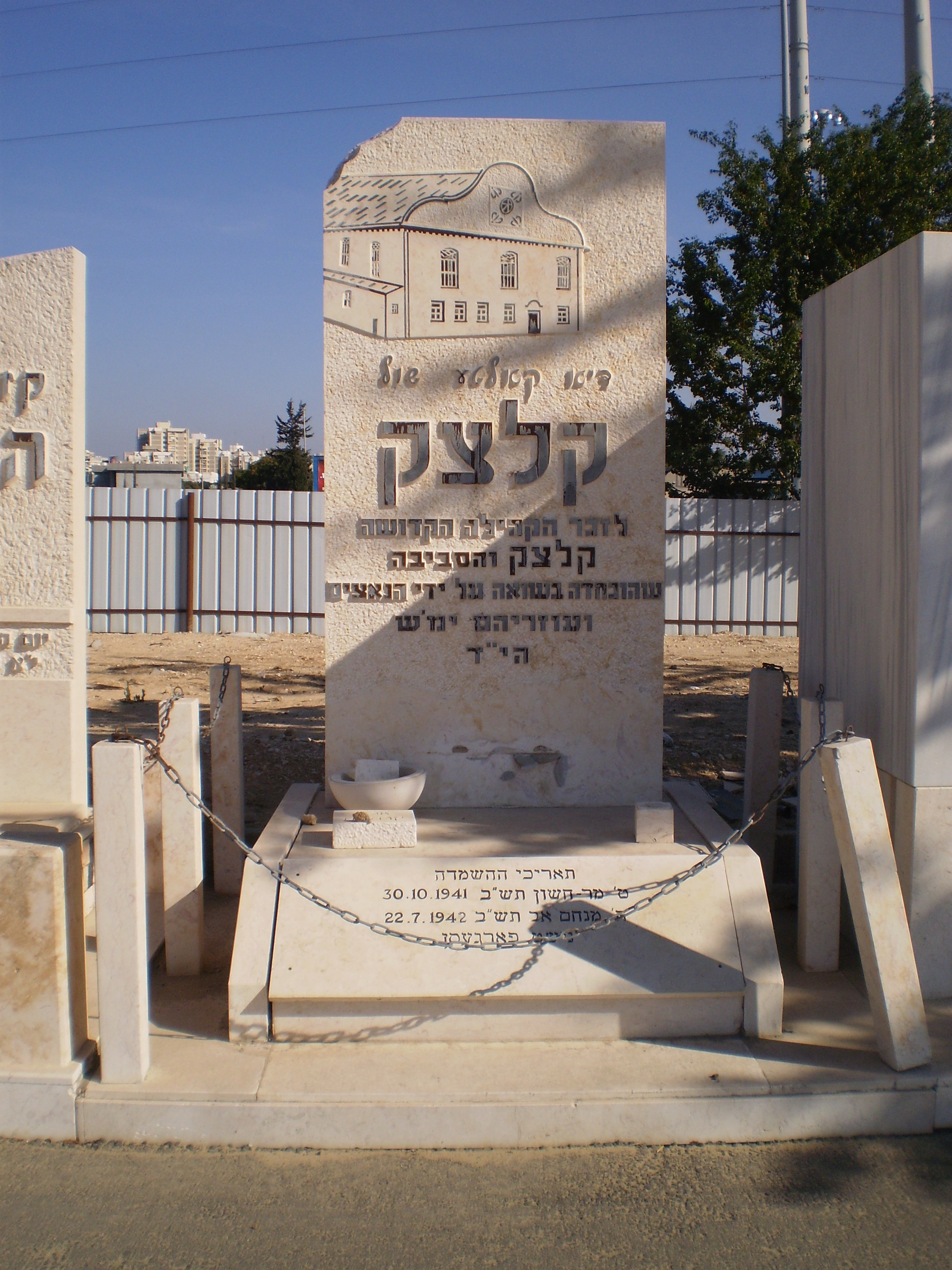
Памятник евреям Клецка на мемориальном кладбище в Холоне (Израиль)

Узники организовывались в небольшие группы с целью организации побега из гетто в лес, к партизанам. Часть евреев начали строить бункеры для убежища в случае ожидаемых погромов. Многие из молодёжи настолько активно готовились к обороне и сопротивлению, что юденрат иногда был вынужден ограничивать их деятельность, потому что это ставило под прямую угрозу жизнь всех обитателей гетто.
По воспоминаниям Иегошуа Кошецки: 

«Мы начали работать на лесопилке. Там мы встретились с местными крестьянами, которые предупредили нас, что нам грозит вскоре полное уничтожение и посоветовали присоединиться к партизанам. Эти сведения мы передали евреям в гетто и предложили бежать в леса к партизанам. Когда узнали об этом в юденрате, то меня вызвали туда и предупредили, что, если я буду продолжать свою агитацию, меня передадут в руки немцев. Я рассердился и сказал им, что здесь, в гетто, нас ждёт верная смерть. Тогда они приказали закрыть меня в здании большой синагоги. Затем меня освободили, взяв слово не подстрекать узников гетто к восстанию».
Несмотря на смертельную опасность, в гетто была создана подпольная молодёжная организация, члены которой приняли решение прорваться сквозь заграждения и бежать из гетто к партизанам. 26 молодых евреев избрали комитет из 5 человек (один из них — Гриша Гольдберг) для руководства подпольной работой. Требовалось найти оружие, придумать способ вырваться из гетто и найти возможность присоединиться к партизанам.
Организация быстро выросла до 200 человек, но юденрат во главе с Церковичем, боясь за жизни остальных 1500 узников, требовал от членов комитета свернуть деятельность: «0б этом узнают немцы и перестреляют нас. Если будем сидеть тихо, нас никто не тронет». Подпольщики на это ответили: «Наша задача — сопротивляться и доказать, что мы народ, который может постоять за себя».
Положение в гетто ухудшалось с каждым днём, были сведения о готовящемся массовом убийстве — в пригородном лесу «Старина» были выкопаны большие траншеи для расстрелов. Стало практически невозможно собираться и готовиться к сопротивлению, немцы даже запретили ходить парами. Под руководством М. Фишера евреи начали готовиться к восстанию. В каждом доме удалось подготовить запас керосина и бензина — чтобы, когда начнётся резня, каждый смог поджечь свой дом, и в получившейся обстановке люди смогли бы убежать. Оружия получилось собрать очень мало — пулемёт, 10 гранат, 2 винтовки, 8 пистолетов, и втором этаже синагоги был установлен пулемёт. По ночам были организованы дежурства, чтобы предупредить остальных в случае ночного нападения на гетто.
21 июля 1942 года, когда узников не заставили выходить на работу, все поняли, что готовится уничтожение гетто.

## Восстание. Уничтожение гетто
В ночь на 21 (22) июня 1942 года в 4 часа утра белорусские полицаи под командованием немецких офицеров окружили гетто, но встретили ожесточённое сопротивление.
Караул из подпольщиков сразу же разбудил всех, и, как было договорено, евреи сразу же подожгли свои дома. У ворот гетто убийц встретили огнём из того оружия, которым располагали евреи. Каждый из безоружных взрослых узников встретил полицию заранее запасёнными камнями, лопатами и топорами. Местные жители после войны свидетельствовали, как евреи из гетто стреляли по немцам из пулемёта, установленного в окне синагоги напротив входа в гетто. Ицхак Финкель и Авраам Пожарик бросали в немцев гранаты.
Оставив убитыми 3 немца и 4 белоруса, нацисты и коллаборационисты больше не пробовали прорваться в гетто и стреляли издали — улицы вокруг гетто были заполнены полицейскими и немцами. Сотни евреев погибли сразу. Узники пытались прорваться через колючую проволоку и убежать. Пожар перекинулся за границы гетто, и убийцы, чьи планы были нарушены, вынуждены были временно отступить.
Оставшиеся в живых и не сумевшие бежать евреи начали прятаться в погребах и бункерах. На второй день после уничтожения гетто немцы начали выискивать и убивать спрятавшихся. Большинство узников гетто были убиты, сгорели или задохнулись от дыма на территории гетто, часть сбежавших были убиты белорусскими полицаями во время погони — всего 1360 евреев.
22 июля 1942 года древняя еврейская община Клецка, насчитывающая 500 лет своей истории, была истреблена.
Часть бежавших вступила в партизанскую бригаду под командованием генерала Ф. Капусты. 25 евреев из оставшихся в живых в гетто сумели долгое время прятаться и дождались освобождения в 1944 году.
Шолом Холявский, один из руководителей восстания в Несвижском гетто и участник партизанского движения, писал: 

«Я не утверждаю, что каждый еврей в гетто участвовал в подпольном движении или боролся с врагом, но нельзя отрицать, что весь характер жизни в гетто был подпольным. Это был массовый еврейский героизм».
Всего за время оккупации немецкие нацисты и местные коллаборационисты убили в Клецке более 7000 евреев.

## Организаторы и исполнители убийств
Известны имена некоторых активных участников убийств евреев: начальник жандармерии Клецка Кох, его заместитель Найман, жандармы Пайхель, Зингер и Кноль, бургомистр Клецка Константин Новик, заместитель коменданта Клецка по хозяйственной части Иван Доменик, комендант полиции Павел Грушкевич.
В апреле 1945 года в Клецке состоялся судебный процесс над теми из местных сообщников нацистов, которых удалось поймать. Был пойман и осуждён Николай Задалин, местный белорус, участник массовых убийств. Был осуждён и повешен полицейский начальник по фамилии Гурин, который был ответственным за убийство евреев и Клецка и Барановичей (его разыскал и поймал доктор Нарконьский, барановичский еврей, лично занимавшийся розыском убийц). Также был осуждён и повешен в городе Вроцлав один из главных преступников, Иозеф Гурневич, непосредственный участник массовых убийств евреев в Барановичах, Городище, Несвиже, Столбцах, Клецке.

## Память
12 апреля 1945 года комиссия содействия ЧГК по Клецкому району вскрыла 6 обнаруженных могил 1941—1942 годов на территории между военным городком и кладбищем. Размеры первой — 42х4 метра в длину и ширину (1020 тел), второй — 32×4 м (1300), третьей — 32×3 м (720), четвёртой — 20×4 м (470), пятой — 15×2 м (600). В шестом захоронении, расположенном отдельно, были обнаружены тела 48 детей в возрасте от 2-х месяцев до 15 лет, которых, по показаниям свидетелей, закопали живыми. Ещё одно массовое захоронение 1000 человек было обнаружено в двух километрах от Клецка у леса под названием «Старина». В выводах комиссии было сделано заключение, что большинство погибших составляли именно евреи.
Выходцы из Клецка, проживающие в Израиле, США и Канаде, в 1996 году установили памятники евреям, жертвам времён Катастрофы, на двух братских могилах в Клецке — во рву около кладбища и на окраине города у леса под названием «Старина». На первой могиле стоял памятник с табличкой, что здесь «захоронены советские граждане, павшие в годы Великой Отечественной войны». Сейчас на нём имеется доска с надписью на иврите и русском про убийство евреев Клецка нацистами 30 октября 1941 года. На второй братской могиле установлен обелиск в память евреев Клецкого гетто.
Также символический памятник евреям Клецка установлен на мемориальном кладбище в городе Холон в Израиле.
Опубликованы неполные списки убитых клецких евреев.